# Curling ai IX Giochi asiatici invernali - Torneo femminile
Il torneo del curling femminile si è svolto dal 9 al 14 febbraio 2025 alla Harbin Pingfang District Curling Arena di Harbin, in Cina.

## Programma
| GS | Gironi | SF | Semifinale | B | Finale per il bronzo | G | Finale |

| Evento↓/Data →   | 4 | 5 | 6 | 7 | 7 | 8 | 8 | 9  | 10 | 11 | 12 | 13 | 13 | 14 | 14 |
| ---------------- | - | - | - | - | - | - | - | -- | -- | -- | -- | -- | -- | -- | -- |
| Torneo femminile |   |   |   |   |   |   |   | GS | GS | GS | GS | GS | SF | B  | G  |

## Squadre
Hanno preso parte al torneo 9 squadre, composte da quattro giocatori
| Cina | Taipei cinese | Hong Kong                                                                                                | Giappone | Kazakistan |
| --- | --- | --- | --- | --- |
| Skip: Wang Rui Third: Han Yu Second: Dong Ziqi Lead: Jiang Jiayi Alternate: Su Tingyu                                                  | Skip: Yang Ko Third: Lee Yi-Chun Second: Liu I-Ling Lead: Chang Chia-Chi                                         | Skip: Ling-Yue Hung Third: Wing In Ada Shang Second: Pianpian Hu Lead: Yuen Ting Wong Alternate: Ka Chan | Skip: Yuina Miura Third: Suzune Yasui Second: Yuna Sakuma Lead: Ai Matsunaga Alternate: Hana Ikeda                                            | Fourth: Tilsimay Alliyarova Third: Yekaterina Kolykhalova Second: Merey Tastemir Skip: Angelina Ebauyer Alternate: Yana Ebauyer |
| Filippine | Qatar | Corea del Sud                                                                                            | Thailandia | |
| Skip: Kathleen Dubberstein Third: Leilani Dubberstein Second: Jennifer de la Fuente Lead: Sheila Mariano Alternate: Anne Marie Bonache | Skip: Sara Al-Qaet Third: Amna Al-Qaet Second: Haseena Al-Fahad Lead: Aldana Al-Fahad Alternate: Fatima Al-Fahad | Skip: Gim Eun-ji Third: Kim Min-ji Second: Kim Su-ji Lead: Seol Ye-eun Alternate: Seol Ye-ji             | Skip: Kanya Natchanarong Third: Supakan Kaewmorakot Second: Nattida Kumpeerakit Lead: Wanvisa Punyaneramitdee Alternate: Phichayathida Jaosap | |

## Girone
| Squadra       | Skip                 | W | L | W–L | PF | PA | EW | EL | BE | SE | DSC    |
| ------------- | -------------------- | - | - | --- | -- | -- | -- | -- | -- | -- | ------ |
| Corea del Sud | Gim Eun-ji           | 8 | 0 | –   | 63 | 14 | 33 | 11 | 0  | 18 | 45.90  |
| Cina          | Wang Rui             | 7 | 1 | –   | 85 | 21 | 34 | 17 | 3  | 18 | 38.69  |
| Giappone      | Yuina Miura          | 6 | 2 | –   | 68 | 30 | 32 | 19 | 2  | 14 | 58.25  |
| Kazakistan    | Angelina Ebauyer     | 5 | 3 | –   | 55 | 39 | 28 | 22 | 1  | 14 | 54.81  |
| Filippine     | Kathleen Dubberstein | 4 | 4 | –   | 61 | 36 | 32 | 21 | 1  | 16 | 85.56  |
| Hong Kong     | Ling-Yue Hung        | 3 | 5 | –   | 44 | 45 | 24 | 29 | 1  | 11 | 115.69 |
| Taipei cinese | Yang Ko              | 2 | 6 | –   | 29 | 75 | 16 | 34 | 1  | 4  | 107.27 |
| Thailandia    | Kanya Natchanarong   | 1 | 7 | –   | 19 | 91 | 15 | 30 | 0  | 7  | 128.48 |
| Qatar         | Sara Al-Qaet         | 0 | 8 | –   | 11 | 84 | 8  | 33 | 1  | 5  | 180.65 |

|  | Semifinali | Semifinali    | Semifinali |      |               | Finale        | Finale | Finale |  |
|  |            |               |            |      |               |               |        |        |  |
|  | 1          | Corea del Sud | 10         |      |               |               |        |        |  |
|  | 1          | Corea del Sud | 10         |      |               |               |        |        |  |
|  | 4          | Kazakistan    | 2          |      |               |               |        |        |  |
|  | 4          | Kazakistan    | 2          |      | Corea del Sud | Corea del Sud | 7      |        |  |
|  |            |               |            |      | Corea del Sud | Corea del Sud | 7      |        |  |
|  |            |               | Cina       | Cina | 2             |               |        |        |  |
|  | 2          | Cina          | Cina       | Cina | 2             | 5             |        |        |  |
|  | 2          | Cina          |            |      |               |               |        |        |  |
|  | 3          | Giappone      | 2          |      |               |               |        |        |  |